# شیران (هریس)
شیران یک روستا در ایران است که در بخش مرکزی شهرستان هریس در استان آذربایجان شرقی واقع شده‌است.

## جمعیت
این روستا در دهستان خانمرود قرار دارد و براساس سرشماری مرکز آمار ایران در سال ۱۳۸۵، جمعیت آن ۷۱ نفر (۲۰ خانوار) بوده‌است.